# Красненский (Адыгея)
Красненский — хутор в Теучежском муниципальном районе Республики Адыгея России.
Входит в состав Пчегатлукайского сельского поселения.

## Население
| 2002 | 2010 | 2013 | 2014 | 2015 | 2016 | 2017 |
| ---- | ---- | ---- | ---- | ---- | ---- | ---- |
| 275  | ↗384 | ↗386 | ↘385 | ↗391 | ↗393 | ↘392 |
| 2018 | 2019 | 2020 | 2021 | 2023 | 2024 |      |
| ↘383 | ↘382 | ↗388 | ↘362 | ↘357 | ↘345 |      |

По данным Всероссийской переписи населения 2021 года:
| Народ               | Численность, чел. | Доля от всего населения, % |
| ------------------- | ----------------- | -------------------------- |
| русские             | 251               | 69,34 %                    |
| адыги               | 84                | 23,20 %                    |
| другие / не указано | 27                | 7,46 %                     |
| всего               | 362               | 100,0 %                    |

## Улицы
- Гаражная,
- Ленина,
- Новая,
- Новоселов,
- Степная,
- Широкая,
- Школьная.